# Николаевка (Чекмагушевский район)
Николаевка (баш. Николаевка) — деревня в Чекмагушевском районе Республики Башкортостан Российской Федерации. Входит в состав Новобалтачевского сельсовета. 

## География

### Географическое положение
Расстояние до:
- районного центра (Чекмагуш): 10 км,
- центра сельсовета (Новобалтачево): 7 км,
- ближайшей ж/д станции (Буздяк): 77 км.

## Население
| 2002 | 2009 | 2010 |
| ---- | ---- | ---- |
| 78   | ↘63  | ↘59  |

Национальный состав
Согласно переписи 2002 года, преобладающая национальность — русские (64 %).